# Случ (Красилів)
«Случ» — український футбольний клуб з міста Красилів. Виступає у Чемпіонаті Хмельницької області з футболу.

## Історія

### Радянська доба

#### 1970–1991
У 1970 році на основі команди заводу Красилівмаш, був створений міський клуб під назвою «Случ». Очолив колектив кам’янецький тренер Яків Горбачов. Він залучив в красилівську команду гравців Хмельницького «Динамо» Вадима Федоренка та Геннадія Кононенка, тому у першому ж сезоні Красилівські футболісти виграли чемпіонат області. З того часу місцева команда стала однією з найсильніших команд області, яка постійно боролась за призові місця та регулярно виступала в чемпіонаті УРСР серед КФК. У 1973 - 74 роках красилівчани знову здобули золото обласних змагань. В 1975 році на обласних змаганнях конкуренцію склали Кам’янецький «Буревісник», і Хмельницька «Енергія». Місцевий «Случ» задовільнився бронзою. Але після срібного 1977 року команда знову показала футбольні традиції Красиліва — 1980 - 81 рр знову золото. До 1991 року Красилівчанам не вистачало везіння повернути собі призові місця. А в 1991 році команда зайняла 2-ге місце.

### Незалежна Україна

#### 1992–2000
Весною 1992 році, команда «Случ» виграла південну групу, а в Фінальній групі пропустила вперед набираючу обертів сильнішу команду 90-х років, Хмельницький «Адвіс».
Після цього команда пропустила сезон обласних змагань. Але на сезон 1993 (весна) повернулась, і знову друге місце, пропустивши вперед свого кривдника — Хмельницький «Адвіс». Наступний сезон команда знову пропустила. Повернулась в обласну еліту в 1995 році. І зайняла 11 місце, серед 12 команд. Команда була молода, набиралась досвіду. І наступний сезон одразу почала боротьбу за призові місця, того року не був представлений у змаганнях головний кривдник Красилівчан — «Адвіс» (Команда замінила тоді Шепетівський "Темп" в першій лізі Чемпіонату України). Але до фінішу стало зрозуміло, що боротьба буде тільки за друге місце, з майбутнім лідером місцевих змагань Волочиським «Збручом». Друге місце Красилівчани виграли, а перше місце зайняв «Енергетик» з Нетішина.
1997 - 98 роки команда пропустила. Але, у 1999 році повернулась в обласні змагання. В цьому сезоні грав головний кривдник Красилівчан, «Адвіс» Хмельницький. Але вперше за 90-і роки "Случ" випередив «Адвіс» в турнірній таблиці. Красилівчани зайняли 4-те, і 5-те команда з Хмельницького. Тоді двічі перемагав "Случ": 1:2 в Хмельницькому, і 1:0 в Красиліві.

#### 2000 – до сьогодні
У 2000 році на обласній арені з'явилась команда яка протягом 2000-х стала грандом обласних змагань, Волочиський «Збруч». Красилівчани зайняли 3 місце. 
В місті Красиліві в цей час з'явилась, нова футбольна команда «Красилів», яка виступала в Чемпіонаті України. Засновником, і президентом команди став місцевий бізнесмен Арсенюк. Оскільки команда «Случ» спонсорувалась місцевою владою, і за неї грали лише місцеві футболісти, міська влада вирішила не заявляти команду на обласні змагання. В цей час «Случ» в основному грав у районних змаганнях. 
Але у 2003 році «Случ» був заявлений на обласні змагання. Але зайняв 10 місце серед 11 команд. На наступний сезон на чемпіонат області був заявлений професійний ФК «Красилів». Місцева влада не зважилась заявити другу команду з міста.
2006 року на обласні змагання повернувся «Случ», зайняв останнє 9 місце (10 команда з Полоного «Полонь» перед стартом знялась зі змагань).
Не дивно що після цього, до 2016 року Красилівщину представляв тільки ФК «Красилів». Про «Случ», здавалось, забули назавжди. Команда ці роки грала у районних змаганнях.
У 2016 році команду було відновлено на обласні змагання. Тренерами команди стали відомі спортсмени Лев Сергєєв та Андрій Будник. Співзасновниками красилівського футбольного клубу "Случ" є понад 10 осіб, серед яких відомий футболіст та тренер молодіжної збірної України, виходець з Красилова — Сергій Ковалець. Про новостворений клуб Сергій Ковалець в інтерв'ю сказав: «У нас багата футбольна історія і ми повинні відродити та підтримувати наші славні футбольні традиції. Дуже важливо, щоб у самих гравців було бажання грати за Красилів. Бо якщо говорити за фінансові можливості, то вони не на стільки великі, як нам хотілося б. Поки що». В Красилів на церемонію вручення команді форми та м'яча, крім Сергія Ковальця, завітав голова Федерації футболу Хмельницької області Ігор Хіблін, який на відкритті сказав такі слова: «Красилівський вболівальник, який так любить футбол, заслужив мати свою місцеву команду». «Ідея відродження футбольної команду в Красилові існувала давно, однак втілення її в життя не вдавалося»,— говорить президент ФК Случ Володимир Федченко (підприємець, головний акціонер Красилівського цукрового заводу).

## Досягнення

### СРСР
Чемпіонат Хмельницької області з футболу
- Золотий призер 5 разів: 1970,1973,1974,1980,1981.
- Срібний призер 2 рази: 1977,1991.
- Бронзовий призер 1 раз: 1975.
- Учасник чемпіонату УРСР серед КФК — 1971, 1972, 1973, 1974, 1975, 1976, 1979

### Україна
Чемпіонат Хмельницької області з футболу
- Срібний призер 3 рази: 1992(весна),1993(осінь),1996.
- Бронзовий призер 2 рази: 2000, 2016.